# Hanna Mozolska
Hanna Hryhoriwna Mozolska, ukr. Ганна Григорівна Мозольська (ur. 8 stycznia 1987) – ukraińska piłkarka, grająca na pozycji napastnika, reprezentantka Ukrainy.

## Kariera piłkarska

### Kariera klubowa
W 2000 rozpoczęła karierę klubową w seniorskiej drużynie FK Charkiw, która potem nazywała się Charkiw-Kondycioner, Metalist Charków i Arsenał Charków. W 2006 roku po rozwiązaniu charkowskiego klubu, przeniosła się do nowo utworzonego klubu Żytłobud-1 Charków. Swoją karierę piłkarską zakończyła w 2020 roku.

### Kariera reprezentacyjna
9 marca 2005 roku zadebiutowała w seniorskiej kadrze narodowej w przegranym 0:1 meczu towarzyskim z Rosją.

## Sukcesy i odznaczenia

### Sukcesy klubowe
FK Charkiw/Charkiw-Kondycioner/Metalist/Arsenał Charków
- mistrz Ukrainy: Ukrainy: 2003, 2004
- zdobywca Pucharu Ukrainy: 2003, 2004

Żytłobud-1 Charków
- mistrz Ukrainy: 2006, 2008, 2011, 2012, 2013, 2014, 2015, 2017/18, 2018/19, 2020/21
- zdobywca Pucharu Ukrainy: 2006, 2007, 2008, 2010, 2011, 2013, 2014, 2015, 2016, 2017/18, 2018/19

### Sukcesy indywidualne
- tytuł Mistrza sportu Ukrainy: 2003
- królowa strzelców mistrzostw Ukrainy: 2010 (20 goli)